# Alonso Pérez de Vivero
Pour les articles homonymes, voir Pérez et Vivero.

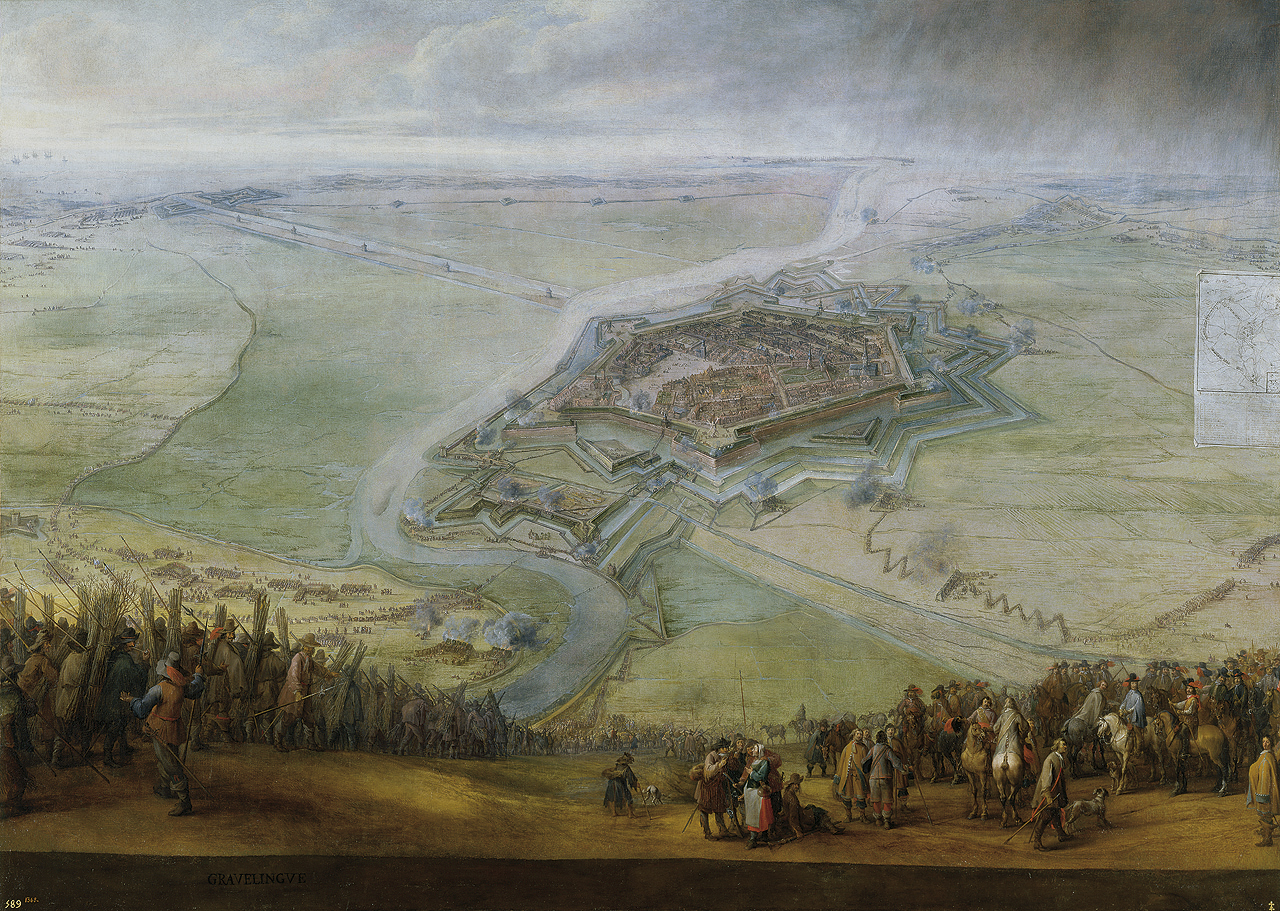
La bataille de Gravelines, l'archiduc Léopold-Guillaume d'Autriche interpelle le comte de Fuensaldaña, peinture de Peeter Snayers.

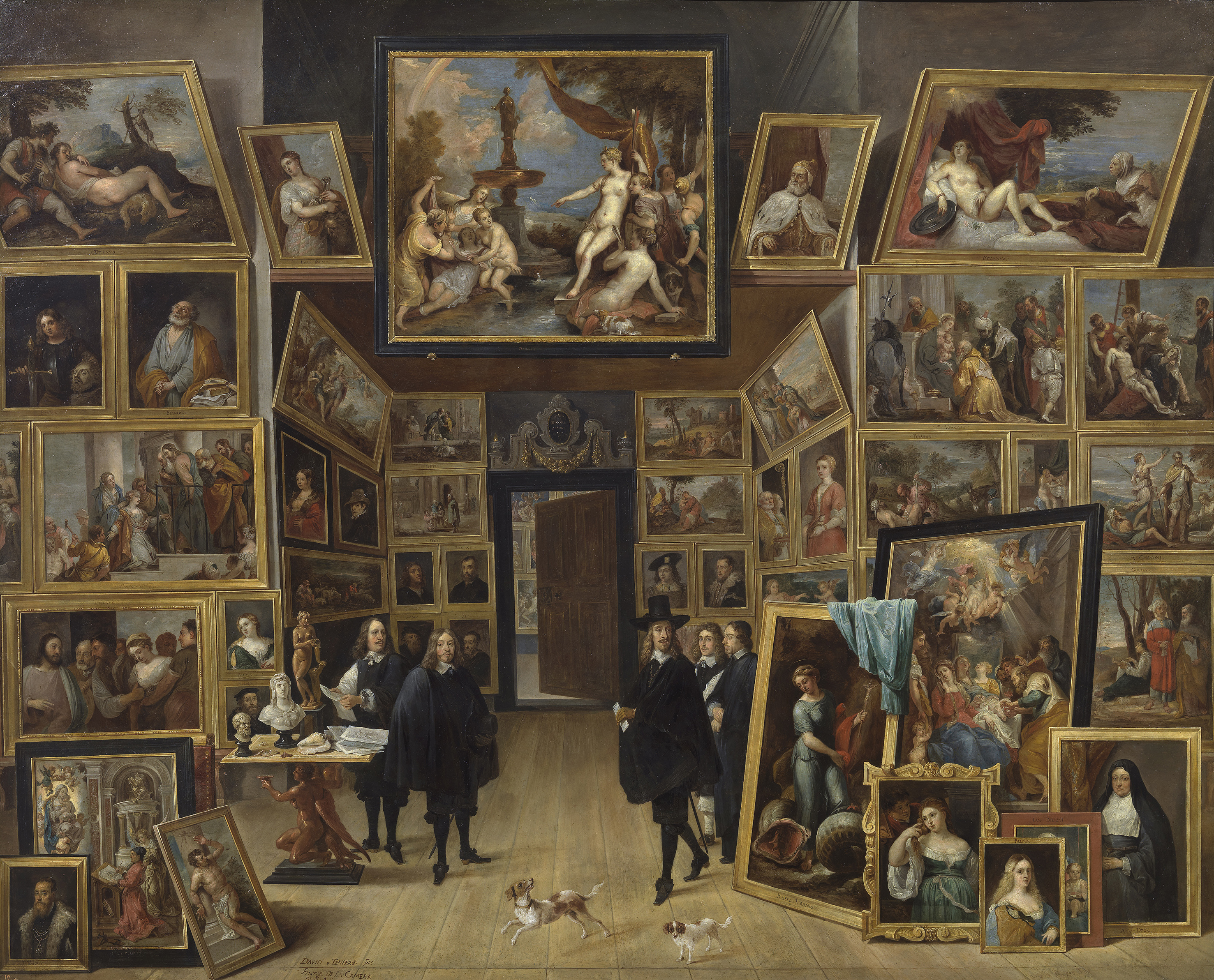
Larchiduc Léopold-Guillaume d'Autriche dans sa galerie de peintures par David Teniers le Jeune, le comte de Fuensaldaña se tient à côté de la table.

Le comte Alonso Pérez de Vivero de Fuensaldaña, né à Valladolid en 1603 et mort à Cambrai le 21 novembre 1661, est un noble espagnol, soldat et homme politique.

## Biographie
Alonso Pérez de Vivero est le VIIe vicomte de Altamira de Vivero et le IIIe comte de Fuensaldaña. Il fait le principal de sa carrière militaire aux Pays-Bas et fait partie de la suite de Ferdinand d'Autriche.

### Au nord de la France
En 1632, il est en Flandres comme capitaine dans l'Armée des Flandres alors que sévit la guerre de Trente Ans et participe à la bataille des Avins ; en 1635, il est le gouverneur de la citadelle de Cambrai. En 1636, il devient maréchal de camp puis commandant de l'artillerie lors du conflit de 1640-1641 sur le front français, général de la cavalerie sur le front hollandais en 1643, de la supervision du trésor sous les ordres de Léopold-Guillaume de Habsbourg, gouverneur général des Flandres. De retour d'un court commandement au Portugal sur le front français en 1644-1646, il est général de l'infanterie, second en commandement entre 1648 et 1656, Juan José d'Autriche étant alors gouverneur des Flandres. Il a participé à la bataille de Lens contre Louis II de Bourbon-Condé. Il combat ensuite à ses côtés lors de la Fronde.

### En Italie
Il est aussi gouverneur de Milan de 1656 à 1660. Il combat contre le duc de Modène François Ier d'Este. 
Il accompagne l'infante, future reine de France lors de son voyage en France. Il doit se rendre en Flandres mais se retire à Cambrai où il décède le 21 novembre 1661.